# James McNeill Whistler
James Abbott McNeill Whistler (11. julij 1834 - 17. julij 1903) je bil ameriški umetnik, ki je deloval v času ameriške zlate dobe in je deloval predvsem v Združenem kraljestvu. Bil je nenaklonjen sentimentalnosti in moralni aluziji na slikarstvo in je bil vodilni zagovornik vere "umetnost zaradi umetnosti". Njegov slavni podpis na njegovih slikah je bil v obliki stiliziranega metulja z dolgim želom na repu. Simbol je bil primeren, saj je združeval oba vidika njegove osebnosti: za njegovo umetnost je značilna subtilna delikatnost, medtem ko je bila njegova javna osebnost borilna. Našel je vzporednico med slikarstvom in glasbo ter z mnogimi njegovimi slikami »priredbe«, »harmonije« in »nokturni«, poudaril primat tonske harmonije. Njegova najbolj znana slika je Priredba v sivi in črni št. 1 (1871), splošno znana kot Whistlerjeva mati, cenjeni in pogosto parodirani portret materinstva. Whistler je vplival na svet umetnosti in širšo kulturo svojega časa s svojimi umetniškimi teorijami in prijateljstvi z vodilnimi umetniki in pisatelji.